# مضلعة الأوراق الفاخرة
مضلعة الأوراق الفاخرة (الاسم العلمي: Pleurophyllum speciosum)، والمعروف أيضًا باسم أقحوان الإمبراطور العملاق أو أقحوان جزيرة كامبل، هو عشب ضخم موطنه الأصلي جزر أوكلاند وكامبل في نيوزيلندا. تظهر صورة ملونة زائفة في الزاوية اليسرى السفلية على ظهر الورقة النقدية النيوزلندية الحالية بقيمة خمسة دولارات. وصف هذا النوع في جزيرة كامبل لأول مرة بواسطة جوزيف دالتون هوكر في نباتات القارة القطبية الجنوبية عام 1844 (Flora Antarctica of 1844)، بعد أن جمعها خلال بعثة روس الاستكشافية.

## حالة الحفظ
في كل من عامي 2009 و2012، أُعتبر "معرضًا للخطر - غير شائع بشكل طبيعي" بموجب نظام تصنيف التهديدات النيوزيلندي، وأكد ثانية على هذا التصنيف النيوزيلندي في عام 2018 (بسبب نطاقه المقيد)